# Sigvard Eklund
Sigvard Arne Eklund (Quiruna, Suécia, 19 de junho de 1911 – Viena, 30 de janeiro de 2000) foi um cientista sueco. Foi de 1961 a 1981 diretor geral da Agência Internacional de Energia Atômica (IAEO).

## Vida
Eklund estudou na Universidade de Upsália, onde obteve em 1936 um mestrado. De 1937 a 1945 trabalhou como cientista especialista em física no Instituto Nobel. Em 1946 obteve um doutorado na Universidade de Upsália.